# Episodi di Hope & Gloria (prima stagione)
La prima stagione della serie televisiva Hope & Gloria è stata trasmessa in anteprima negli Stati Uniti d'America dalla NBC tra il 9 marzo 1995 e il 7 settembre 1995.
| nº | Titolo originale                  | Titolo italiano | Prima TV USA     | Prima TV Italia |
| -- | --------------------------------- | --------------- | ---------------- | --------------- |
| 1  | Are We Having Fun Yet?            |                 | 9 marzo 1995     |                 |
| 2  | No Degrees of Separation          |                 | 16 marzo 1995    |                 |
| 3  | Salon, It's Been Good to Know You |                 | 23 marzo 1995    |                 |
| 4  | A Fine ROM-ance                   |                 | 30 marzo 1995    |                 |
| 5  | Falling in Bed Again              |                 | 6 aprile 1995    |                 |
| 6  | I Never Sang for Our Father       |                 | 13 aprile 1995   |                 |
| 7  | My Mamma Done Told Me             |                 | 20 aprile 1995   |                 |
| 8  | Who's Poppa?                      |                 | 20 aprile 1995   |                 |
| 9  | Love with an Improper Stranger    |                 | 27 aprile 1995   |                 |
| 10 | The Face with Two Men             |                 | 4 maggio 1995    |                 |
| 11 | Sisyphus, Prometheus and Me       |                 | 11 maggio 1995   |                 |
| 12 | Don't Take Any Wooden Elephants   |                 | 10 agosto 1995   |                 |
| 13 | A Midsummer Night's Trim          |                 | 7 settembre 1995 |                 |